# Rezerwat przyrody Cisowy Jar

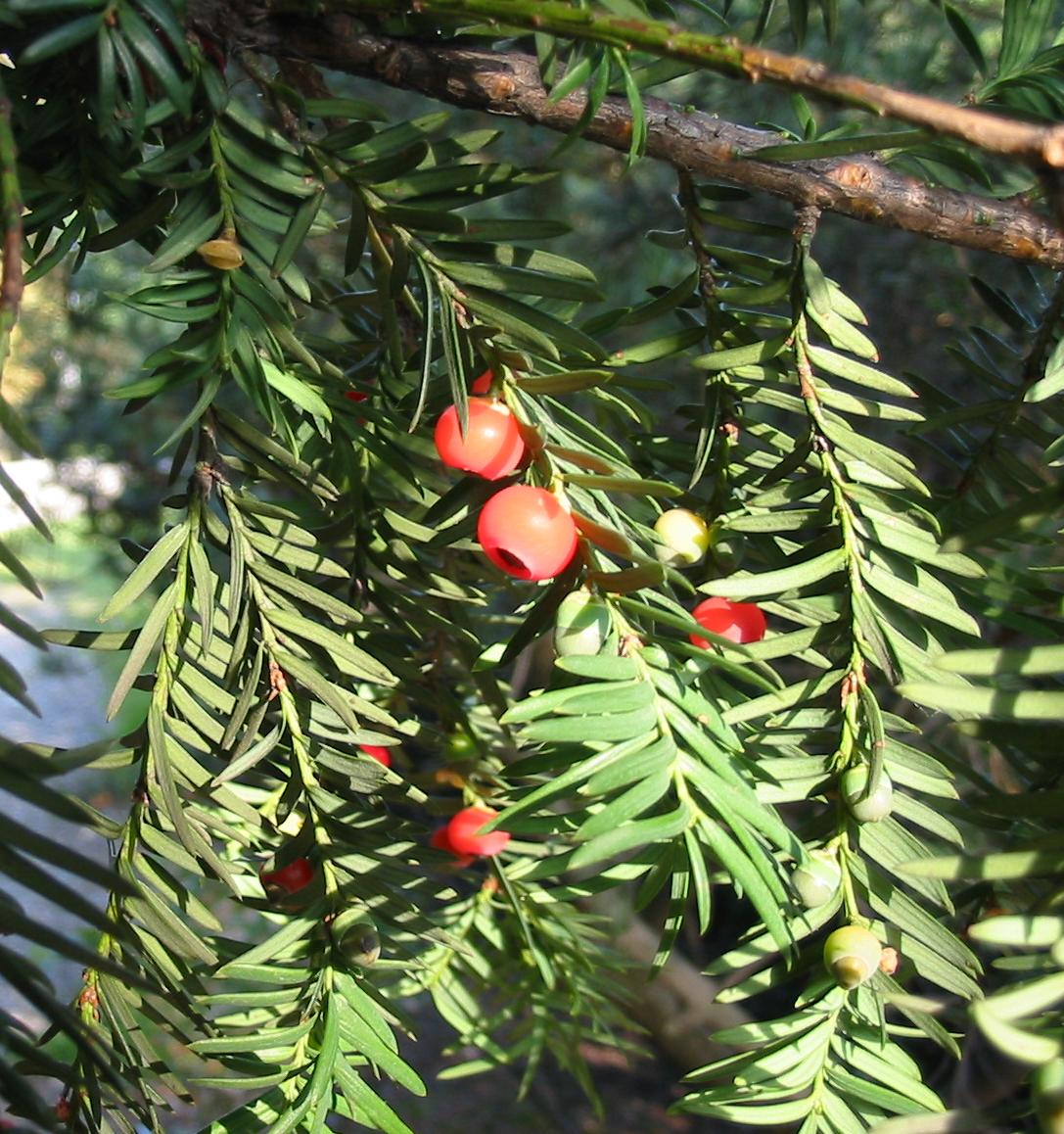
Cis pospolity

Rezerwat przyrody Cisowy Jar utworzony został w 1959 roku  na obszarze Nadleśnictwa Olecko w obrębie Kowale Oleckie. Powierzchnia 10,65 ha (akt powołujący podawał 9,00 ha). Utworzony został dla ochrony krańcowego stanowiska cisa (Taxus baccata) leżącego na północno-wschodniej granicy jego zasięgu. Jest to najbogatsze skupisko tego gatunku na Mazurach. Cis podlega tu ochronie od 1937 roku.
Teren rezerwatu to głęboki wąwóz, jeden z kilku wciętych we wzgórza zwane „Guzem” 256 metrów n.p.m. Leży on między Szeszkami a Wężewem, na zachód od stacji kolejowej Kowale Oleckie, w obrębie oddziału 305 leśnictwa Cisowo. Bogata konfiguracja tutejszego terenu powoduje występowanie maleńkich zagłębień bezodpływowych wypełnionych wodą, lokalnie zabagnionych, oraz licznych strumieni o znacznych spadkach. Strumienie te, podobnie jak woda opadowa spływająca po stromych zboczach, mogą powodować erozję gleby w miejscach nie osłoniętych roślinnością.
Cisowy Jar jest największym i najdłuższym wąwozem na terenie Wzgórz Szeskich. Jego długość wynosi 1000 m, a głębokość dochodzi do 30 m, natomiast szerokość mierzona między krawędziami sięga do 100 do 300 metrów. Zbocza wąwozu są bardzo strome. Dnem płynie strumień zasilany źródłami znajdującymi się w wielu miejscach u podnóży zbocza. W czasie suszy źródła wysychają i przepływ ustaje.

## Typy siedliskowe
Na terenie rezerwatu można wyróżnić trzy typy siedliskowe: las mieszany świeży – 0,30 ha – 2,8%, las świeży – 9,95 ha – 93,4%, las wilgotny – 0,40 ha – 3,8% zawierają one w sobie drzewostan głównie z udziałem świerka (72%), lipy (14%), brzozy (1%) w wieku od 60 do 90 lat. Inne spotykane tu gatunki drzew to: osika, wierzba, iwa, grab, klon, wiąz górski i jesion. Drzewostany rezerwatu są silnie zniekształcone, ponieważ przed 80 laty wykonano tu zrąb zupełny. Obecnie uwzględniając w szerokim stopniu cele ochronne na całym terenie rezerwatu planowane są jedynie do wykonania cięcia sanitarne oraz pielęgnacyjne pod kątem ochrony cisa.
Pod osłoną drzewostanu rośnie cis. W 1965 roku stwierdzono w rezerwacie i bezpośrednim sąsiedztwie jego granic 1392 okazy, w 2003 zinwentaryzowano jedynie 36 okazów. Większość to egzemplarze o wysokości 10–15 cm. Kilkanaście osiąga wysokość 2–3 m, ale są one przygłuszone przez zwarty drzewostan. Największy cis jest jednak poza zasięgiem rezerwatu w oddziale 167. – jego wysokość wynosi około 7 metrów, zaś obwód 110 cm.

## Występują także
W rezerwacie stwierdzono występowanie licznych mchów – ogółem 118 gatunków w tym 17 gatunków wątrobowców i 101 gatunków mchów właściwych.
Przy wschodniej granicy rezerwatu znajdują się, ledwie już zauważalne wały ziemne, pozostałości po grodzisku z okresu kiedy ziemie te zamieszkiwali Jaćwingowie z sudawskiej grupy Kymenów. Okoliczni mieszkańcy grodzisko nazywali „Stary Szaniec”.